# 柏保路·山齊士
巴勃罗·桑切斯·阿尔韦托（西班牙語：Pablo Sánchez Alberto，1983年1月24日—），是一名西班牙職業足球員，司職前鋒，現效力澳職球會阿德萊德聯。

## 球員生涯
桑切斯出道時效力家鄉的加的斯球會，2003年12月20日首次在職業聯賽西乙上場，在76分鐘入替上場，該比賽最終以4-1大勝特內里費。然而他大部份時間都在B隊度過。
2004年至2008年間，他效力塞維利亞B隊，首兩年是從加的斯外借。2006/07球季，他共上場37次打進4球，助球隊44年來首次晉級至西乙聯賽。離開塞維利亞後，他先後效力過拉斯帕尔马斯竞技和韋爾瓦，在2011/12賽季更打進8球，是他個人最佳紀錄，這亦使球隊以第17名完成聯賽，保級成功。
2012年，他回到家鄉的加的斯效力，但球會已經降級到乙B聯賽。2013年夏天他加盟乙組的卢戈。2014年在西籍教練甘巴爾的邀請下，已經31歲的他決定遠卦澳洲阿德萊德聯發展，簽約一年。2014年11月23日對中岸水手比賽，他個人梅開二度使球隊以2-0取勝。在澳職首個賽季便成為了球隊入球最多的球員，在聯賽共打進8球，並因此在季後獲續約一年。